# Führer
Führer este un termen provenit din limba germană, unde se scrie Führer sau Fuehrer, se pronunță [ˈfyːʁɐ] și înseamnă „conducător” sau „ghid”, fiind derivat din verbul führen, „a conduce”. Deși în germană cuvântul este unul obișnuit, el poartă în toate limbile lumii o conotație particulară datorită legăturii care se face automat cu Adolf Hitler, care era supranumit der Führer, „Conducătorul”. În Germania nazistă cuvântul Führer se folosea și în alte expresii, în special în cuvinte compuse care denumeau numeroase poziții din diferite organizații (para)militare și guvernamentale.
Deși în germană cuvântul se scrie întotdeauna cu inițială majusculă (ca toate substantivele germane), cuvântul românesc corespunzător se scrie cu inițială minusculă: führer. În limba română se pronunță [ˈfyrer] sau [ˈfyrər].